# Реальное училище (Верхотурье)
Реальное училище — архитектурный ансамбль, расположенный в городе Верхотурье, Свердловской области.
Решением Совета народных депутатов № 75 от 18 февраля 1991 года присвоен статус памятника архитектуры регионального значения.

## Архитектура
Образец учебного заведения начала XX века. На участке при здании был разбит парк. В архитектурном отношении выделяется своеобразной трактовкой декора из кипирича. Планировочное решение с классами и рекреацией типично для архитектуры учебных заведений кануна революции 1917 года.
Здание возведено в 1909—1910 годах. Расположено в юго-восточной части города, поставлено по красной линии улицы Сенянского. Двухэтажный объём, кирпичный и неоштукатуренный, поставлен на гранитный цокольный этаж. Покрыт вальмовой кровлей. Усложнён выступом ризалита, пристройками туалетов и школьного спортивного комплекса (в настоящее время ведутся строительные работы). На углах объёма выложены гранитные лопатки.
Фасады симметричные, со стороны улиц трёхчастные, со двора — с упрощённым декором. Стены прорезаны крупными лучковыми окнами с узкими простенками. На северо-восточном фасаде центральный ризалит увенчан ступенчатым аттиком с геометрическим рисунком. Убранство фасада дополняют ленточная рустовка, многоярусный вразбежку поребрик и ряды выступов, имитирующих лопатки в простенках окон. Стены боковых частей понижены.
Главный вход устроен с северо-востока, остальные входы расположены со стороны двора и ведут в помещения цокольного этажа. В интерьере два ряда классов разделены рекреацией и лестничными клетками. На втором этаже рекреация объединена с помещением, образующим выступ ризалита. В интерьере частично сохранилась декоративная отделка стен и потолков.